# Allée couverte von Saint-Eugène
Die zwischen 1920 und 1925 ausgegrabene Allée couverte von Saint-Eugène (auch der große Dolmen von Saint-Eugène oder die Allée Couverte von Laure Minervois genannt), ist die drittgrößte Megalithanlage in Südfrankreich. Sie stammt aus der Zeit des Übergangs von der Kupfer- zur Bronzezeit. Sie liegt in einem Hain aus Aleppo-Kiefern (Pinus halepensis oder See-Kiefer) in der Gemeinde Laure-Minervois, unweit von Carcassonne im Département Aude im Languedoc in Frankreich.

Schema eines Galeriegrabes

Innerhalb eines 1992 restaurierten niedrigen Cairns von 25 m Durchmesser, der aus Platten und Trockenmauerwerk besteht, liegt die über 14 Meter lange, in drei Abschnitte unterteilte Kammer des Galeriegrabes. Der Zugang ist weniger als zwei Meter breit, während die durch zwei seitlich aufgestellte Platten zweigeteilte Kammer zwischen drei und vier Metern breit ist. Die Kammer besteht aus acht, vollständig die Höhe erreichende und einigen niedrigeren Platten. Die plattenlosen Bereiche, besonders auf der Westseite, sind aus Zwischenmauerwerk. Die Decksteine sind nicht erhalten und auch der Zugang ist weitgehend zerstört. Der restaurierte Tumulus besteht aus Bruchsteinen.
Das Galeriegrab ist seit 1931 als Monument historique klassifiziert. In der Nähe liegt die Allée couverte von Jappeloup.